# 春熙堂
春熙堂（念作“新厅廊”），位于江苏省苏州市吴中区金庭镇东蔡村，由在湖南经商的当地商人蔡氏建于清乾隆年间，堂名取自《老子》“众人熙熙，如享太守，如登春台”。清末售与秦氏。1984年由吴县西山风景管理所收购整修，1986年3月25日列为吴县文物保护单位。
春熙堂包括大厅、门楼、后楼、书屋及花园，包括有四面厅、九曲桥、八角亭等。门楼题额“棣萼联辉”，取自唐代岑参的诗句“一枝谁不折，棣萼独相辉”。